# قوس شخصیتی

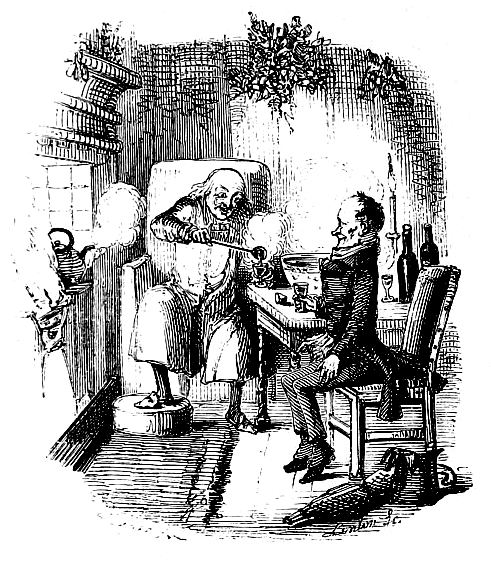
قوس شخصیتی

قوس شخصیتی، روندی است که در آن یک شخصیت در پی وقوع مسائلی خاص یا طی کردن کنکاشی درونی دچار تحول و تغییر می‌شود. اگر یک داستان دارای قوس شخصیت باشد، آن شخصیت به تدریج و در پاسخ به تغییر تحولات رخ‌داده در داستان تغییر می‌کند و متحول می‌شود.